# HMS Orion (1787)
El HMS Orion fue un navío de línea británico de 2 puentes y 74 cañones nominales, de la clase Canada, construido en los astilleros de Deptford entre 1783 y 1787 bajo diseño de William Bately y el constructor William Barnard. Participó en diversas batallas durante las guerras revolucionarias francesas, como en la Jornada del Primero de Junio (1794) o la batalla de Groix (1795). También intervino en la batalla del cabo de San Vicente (1797) y en el posterior bloqueo a Cádiz, en la batalla del Nilo (1798) y en la de Trafalgar (1805). De acuerdo con el sistema de clasificación de la Royal Navy, quedaba categorizado como un navío de tercera clase.

## Trayectoria
Tras ser botado, el HMS Orion participó en las acciones principales de las Guerras Revolucionarias y Napoleónicas francesas bajo una serie de capitanes distinguidos, entre ellos John Thomas Duckworth en 1794 durante la jornada del Primero de Junio. Al año siguiente, el capitán James Saumarez fue nombrado al mando. En su trayectoria al frente, el HMS Orion participó en la derrota de la flota francesa en la Batalla de Groix, en Lorient, el 22 de junio.
A principios de 1797, fue enviada para unirse a la flota británica del Mediterráneo, distinguiéndose en la Batalla del cabo de San Vicente el 14 de febrero. Posteriormente participó en el bloqueo de Cádiz desde marzo de 1797 hasta abril de 1798, cuando fue enviada al Mediterráneo como parte de un pequeño escuadrón al mando del contraalmirante Horatio Nelson. En agosto de ese año, Nelson finalmente alcanzó a la flota francesa en Egipto, luchando ambas en la Batalla del Nilo, en la que el capitán Saumarez resultó herido.
Entre el 31 de marzo de 1801 y el 10 de julio de 1802, el primer oficial cirujano a bordo del HMS Orion fue Henry Plowman. El 15 de enero de 1802, mientras aún estaba a bordo del barco, anclado en Spithead, Henry Plowman escribió su testamento que está firmado por el Capitán.
En 1805, ahora bajo el capitán Edward Codrington, tomó parte el 21 de octubre en la Batalla de Trafalgar, donde, junto con el HMS Ajax, forzó la rendición del barco francés de 74 cañones Intrépide.
Después de la batalla, continuó bloqueando Cádiz. El navío fue retirado del servicio en activo en 1814 y desguazado.

## En cultura popular
En la novela de Patrick O'Brian Capitán de navío, el capitán Jack Aubrey decía que fue tercer teniente a bordo del HMS Orion en la Batalla del cabo de San Vicente.